# Usť-Ilimsk
Usť-Ilimsk (rusky Усть-Илимск) je město v Irkutské oblasti, nacházející se na levém břehu Angary. Podle údajů z dubna 2015, ve městě žije 83 023 obyvatel.

## Historie
Pevnost ležící na místě dnešního města, byla postavená již v 17. století, avšak moderní město bylo založeno až roku 1966, během stavby Usť-Ilimské přehrady. Poblíž města byl jeden z nejznámějších gulagů 30. let, ve kterém zemřely tisíce lidí.

## Galerie

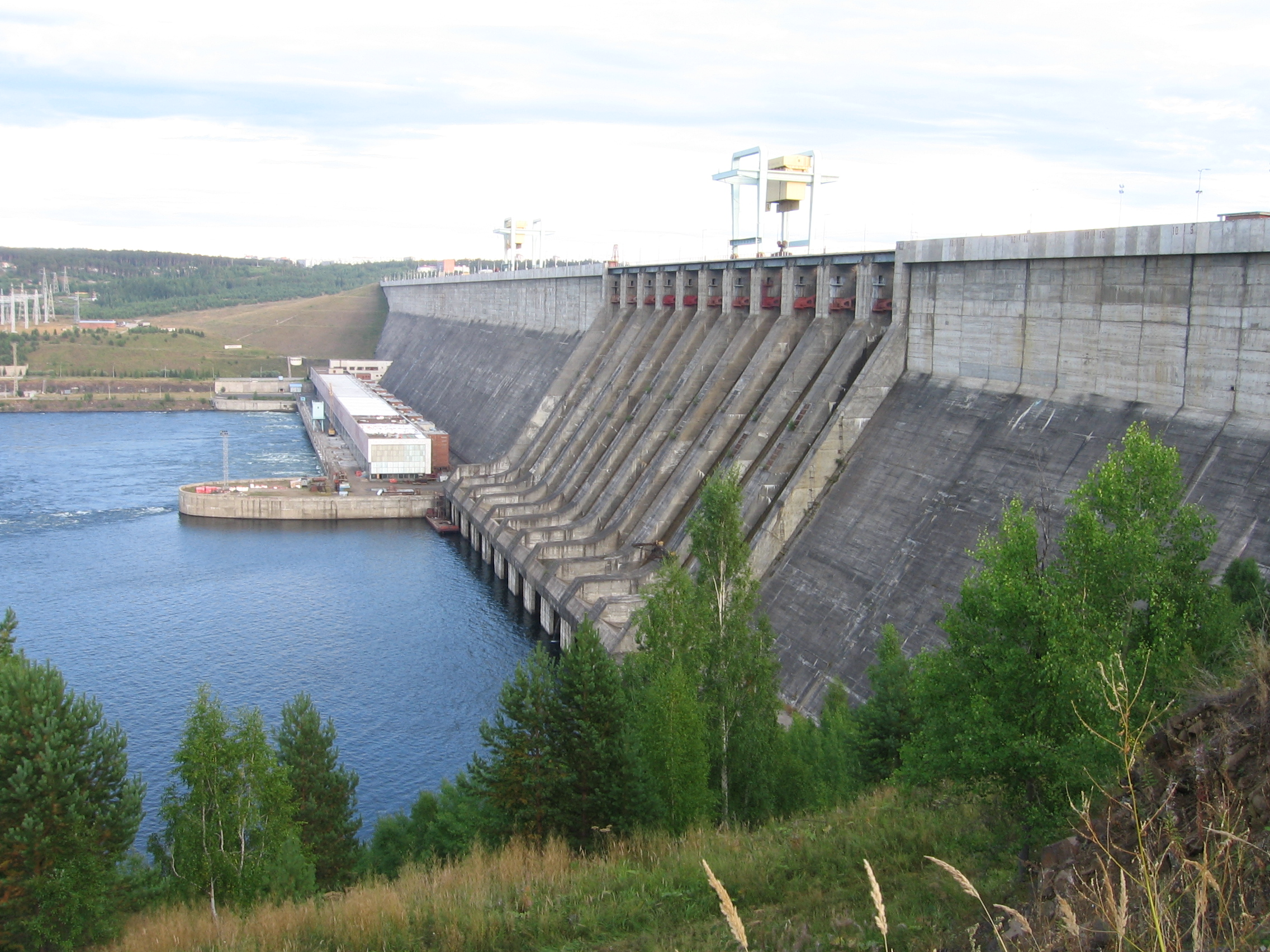
Vodní elektrárna
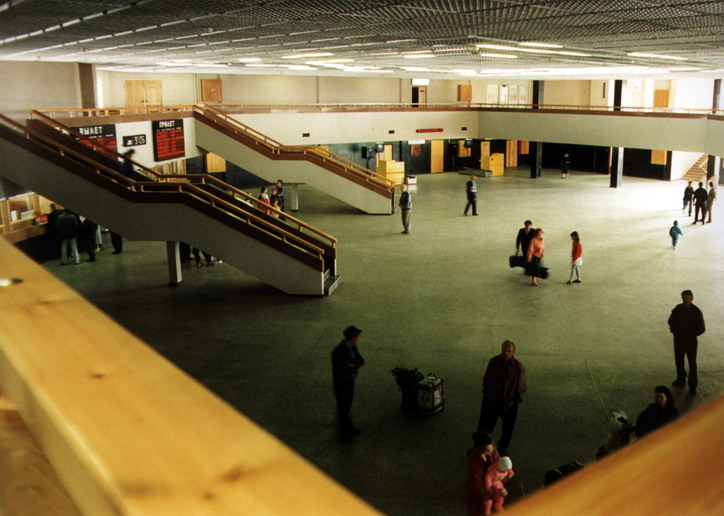
Areál letiště
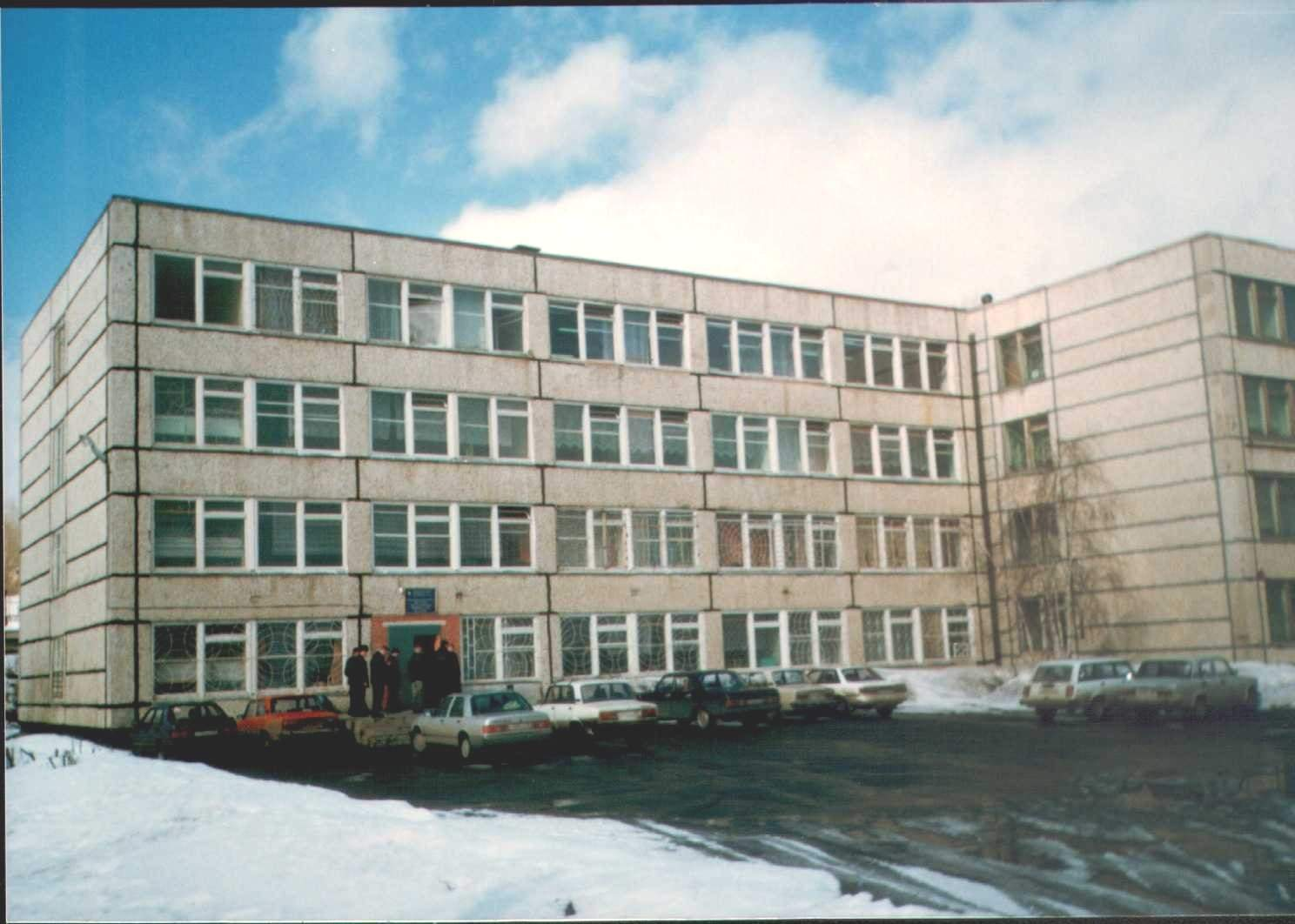
Budova Bajkalské státní univerzity